# Maithili
Maithili is een een Indo-Arische taal die behoort tot het Biharigroep, een groep van nauw aan elkaar verwante talen. Het is inheems tot de Mithila-regio in het Indisch subcontinent, die bestaat uit de staten Bihar en Jharkhand in India, evenals de provincies Koshi en Madhesh in Nepal. De taal wordt door ongeveer 24 miljoen mensen gesproken. Het is ook de tweede meest gesproken taal van Nepal.
Door de overheid van India werd het lang niet als een aparte taal beschouwd, maar als een dialect van het Hindi. Pas in 2003 werd het Maithili een officiële taal in India.